# Гюльчелик, Сади
Сади Гюльчелик (тур. Sadi Gülçelik, 22 октября 1930, Стамбул — 19 августа 1980, Эр-Рияд) — турецкий баскетболист и волейболист. Участник летних Олимпийских игр 1952 года.

## Биография
Сади Гюльчелик родился 22 октября 1930 года в Стамбуле.
Играл в волейбол и баскетбол за стамбульский «Галатасарай». В дальнейшем выступал в баскетбольных «Карагюджю» и «Модаспоре».
В 1952 году вошёл в состав сборной Турции по баскетболу на летних Олимпийских играх в Хельсинки, поделившей 17-23-е места. Провёл 2 матча, набрал 7 очков (4 — в матче со сборной Египта, 3 — с Италией).
Дважды играл за сборную Турции на чемпионатах Европы. В 1951 году в Париже, где турки заняли 6-е место, провёл 7 матчей, набрал 39 очков. В 1955 году в Будапеште, где турки стали одиннадцатыми, сыграл 8 матчей, набрал 42 очка.
В течение карьеры набрал в составе сборной Турции 206 очков.
Окончив Стамбульский технический университет по специальности гражданского инженера, в 1957 году стал сооснователем фирмы Enka Construction Co.
Погиб 19 августа 1980 года в авиакатастрофе L-1011 в саудовском городе Эр-Рияд. Похоронен на кладбище Зинджирликую в Стамбуле.

## Память
В Стамбуле именем Сади Гюльчелика назван спорткомплекс «Энка Сади Гюльчелик Спор Ситеси».